# Natacha Valla
Natacha Valla, née le 1er janvier 1976 à Marseille, est une économiste française. 
Après avoir travaillé à la Banque centrale européenne, elle rejoint en 2008 la banque américaine Goldman Sachs. Elle est à partir de 2014 directrice adjointe du Centre d'études prospectives et d'informations internationales (Cepii), puis est nommée, en 2015, à la tête de la division stratégique de la Banque européenne d'investissement (BEI). Elle siège également au conseil d’administration ou de surveillance de LVMH, Accor, du fonds d’investissement Tikehau Capital, de Cofiroute et Autoroutes Sud de France. Elle est placée en 2022 par le premier ministre Jean Castex à la tête du Conseil national de la productivité.

## Biographie

### Enfance et formation
Natacha Valla est née à Marseille. À l'âge de six ans, sa famille déménage au Gabon en raison du travail de son père, ingénieur chez EDF. Après son lycée à Lyon, elle poursuit en classe préparatoire littéraire au lycée du Parc. 
Elle est titulaire d'un master d'économie de l'université de Georgetown et d'une thèse de doctorat de l'Institut universitaire européen à Florence.

### Carrière
Natacha Valla entame sa carrière comme économiste à la Banque centrale européenne de 2001 à 2005. De 2008 à 2014, elle travaille à la banque américaine d'investissement Goldman Sachs, sous le titre de directrice exécutive de Goldman Sachs Global Economic Research, puis de 2014 à 2016, elle est directrice adjointe au Centre d’études prospectives et d’informations internationales. En avril 2016, elle entre au conseil d'administration de LVMH, et y reste jusqu'en mai 2018.
De 2016 à 2018, sa présence aux conseils d'administration de LVMH, Accor et Tikehau Capital lui a rapporté 238 000 euros. Ses rémunérations auprès des filiales de Vinci ne sont pas connues.
En 2018, elle est nommée directrice générale adjointe de la Banque centrale européenne, chargée de la politique monétaire,.
Elle quitte la BCE en créant la polémique, elle est pour Mediapart la « parfaite illustration » du système des « revolving doors », le passage du privé au public et inversement, dans le cas de l’économiste c’est même « simultanément ».
Depuis 2020, elle est nommée doyenne de l'École du management et de l'innovation de l'Institut d'études politiques de Paris par Frédéric Mion. Elle réforme la formation en l'adossant aux sciences humaines et sociales et à la recherche.
En 2020 également, elle rejoint à nouveau LVMH en tant que membre du conseil d'administration et Tikehau Capital, en tant que membre du conseil consultatif .
L'association anticorruption Anticor, homologuée par le ministère de la justice français, lui décerne la « pantoufle » de 2022 en raison de son recrutement par LVMH à la suite de son passage par la Banque centrale européenne. Le magazine Marianne la décrit comme une « spécialiste du pantouflage ».
En 2022, elle est nommée présidente du Conseil national de la productivité par le premier ministre Jean Castex,.
Elle est en conflit d'intérêts concernant le rachat d'obligations par la BCE à LVMH

## Publications

### Ouvrages
- Michel Aglietta et Natacha Valla, Macroéconomie financière, Paris, La Découverte, coll. « Repères », 2017, 408 p. (ISBN 978-2-7071-9250-9)
- Michel Aglietta et Natacha Valla (préf. Benoît Cœuré), Le futur de la monnaie, Paris, Odile Jacob, 2021, 320 p. (EAN 9782738153999)

### Contributions dans des ouvrages collectifs
- Matthieu Bussière et Natacha Valla, « I / Économie mondiale : croissance fragile, reprise contrastée », dans L’économie mondiale 2015, Paris, La Découverte, coll. « Repères », 2014, 128 p. (lire en ligne), pp. 5-23
- Christian Pfister et Natacha Valla, « III / Les politiques monétaires non conventionnelles », dans L’économie mondiale 2016, Paris, La Découverte, coll. « Repères », 2015, 128 p. (lire en ligne), pp. 40-56

### Articles
- Andy Mullineux, Olivier de Bandt, Charles W. Calomiris, Charles A. E. Goodhart, Jean-Paul Pollin et Natacha Valla, « Sortir de la spirale de la dette de la zone euro », Revue française d'économie, vol. XXVII, no 3,‎ 2012, pp. 105-125 (DOI 10.3917/rfe.123.0105, lire en ligne)
- Natacha Valla, « Banques centrales : les défis de la sortie de crise », Revue d'économie financière, vol. 113, no 1,‎ 2014, pp. 227-242 (DOI 10.3917/ecofi.113.0227, lire en ligne)
- Jacques Mistral et Natacha Valla, « Introduction », Revue d'économie financière, vol. 119, no 3,‎ 2015, pp. 11-16 (DOI 10.3917/ecofi.119.0011, lire en ligne)
- Michel Aglietta et Natacha Valla, « Taux d'intérêt négatifs : décryptage d'une anomalie », L'Économie politique, vol. 70, no 2,‎ 2016, pp. 8-26 (DOI 10.3917/leco.070.000, lire en ligne)
- Xavier Ragot, Christian Thimann et Natacha Valla, « Taux d’intérêt très bas : symptôme et opportunité », Notes du conseil d’analyse économique, vol. 36, no 9,‎ 2016, pp. 1-12 (DOI 10.3917/ncae.036.0001, lire en ligne)
- Christian Pfister, Natacha Valla, « « Nouvelle normale » ou « nouvelle orthodoxie » ? Éléments d’un nouveau cadre d’action pour les banques centrales », Revue économique, hS1, vol. 68,‎ 2017, pp. 41-62 (DOI 10.3917/reco.hs02.0041, lire en ligne)

### Tribunes
- « Zone euro : la déflation n'est pas à craindre », Le Monde,‎ 13 mars 2014 (lire en ligne).
- « Et si la BCE achetait des actions ? », Le Monde,‎ 20 janvier 2015 (lire en ligne).
- « Banque centrale européenne : vaincre ou mourir ! », Le Monde,‎ 19 juin 2015 (lire en ligne).